# Breakdown (Film)
Breakdown (englisch für „Autopanne“) ist ein US-amerikanischer Action-Thriller von 1997, bei dem Jonathan Mostow sowohl Regie führte als auch das Drehbuch schrieb.

## Handlung
Jeffrey Taylor und seine Frau Amy, die mit ihrem neuen Jeep Grand Cherokee auf dem Weg von Boston in Massachusetts nach Kalifornien sind, wo sie in San Diego ein neues Leben beginnen wollen, haben Arizona erreicht. Als Jeffrey für einen Moment unaufmerksam ist, kollidieren sie fast mit dem Pick-up eines Mannes namens Earl, der ihn deshalb kurz darauf an einer Tankstelle anspricht und dabei ausfallend wird. Das Paar tritt die Weiterfahrt an und hat kurz darauf eine Autopanne. Der Trucker Warren macht ihnen das Angebot, sie bis zur nächsten Raststätte namens „Belle’s Diner“ mitzunehmen, um dort einen Abschleppdienst anzurufen, und Amy lässt sich von ihm mitnehmen, während Jeffrey beim Wagen wartet. Kurz darauf findet und behebt Jeffrey einen gelösten Steckkontakt am Fahrzeug. Er fährt zur Raststätte, doch dort will niemand Amy gesehen haben. Als er weiterfährt, sieht er Warrens Truck, zwingt ihn stehenzubleiben und will von ihm wissen, wo seine Frau ist, doch Warren behauptet, Jeffrey noch nie gesehen zu haben. Dem zufällig vorbeifahrenden und von Jeffrey angehaltenen Sheriff Boyd gegenüber wiederholt Warren seine Behauptung. Boyd inspiziert Führerhaus und Auflieger, doch es gibt keinen Hinweis auf Amy. Er lässt Warren weiterfahren.
Zurück an der Raststätte erhält Jeffrey mysteriöse Andeutungen von einem Mann namens Billy – unter anderem auch, dass der Polizei nicht zu trauen sei. Jeffrey geht einem Hinweis von Billy nach, wird aber von ihm, Warren, Earl und einem vierten Mann namens Al gefangen genommen. Warren zwingt Jeffrey, ein Lösegeld in Höhe von 90.000 US-Dollar bei der nächstgelegenen Bank abzuheben. Jeffrey hebt nur eine viel kleinere Summe ab, schafft es aber, es oberflächlich betrachtet so aussehen zu lassen, als wäre es das volle Lösegeld. Kurz darauf muss er sich gefesselt in Earls Wagen begeben. Als Earl wütend Jeffreys Täuschung bemerkt, hat sich Jeffrey gerade befreit. Er verletzt Earl mit einem Brieföffner, kann ihn überwältigen und zwingt ihn zu Aussagen zum Verbleib seiner Frau. Sheriff Boyd stoppt den Wagen und wird von Earl niedergeschossen. Als Earl seine Waffe auf Jeffrey richtet, erschießt ihn der schwer verwundete Boyd. Jeffrey hat von Earl zuvor erfahren, dass dieser Warren an einer Raststätte treffen wollte, und versteckt sich dort unbemerkt auf dessen Truck.
Warren fährt zu einer abgelegenen Farm, und Jeffrey versteckt sich dort in einer Scheune. Al und Billy treffen kurz darauf in der Scheune ein, und die gefesselte und geknebelte Amy wird aus deren Laster geholt. Jeffrey beobachtet vom Dachboden aus, wie Amy in eine abschließbare Kühltruhe in einem Verlies im Boden der Scheune eingesperrt wird, wo sie ersticken soll. Er hört, dass die Bande schon zuvor auf die gleiche Weise Reisende ihrer Fahrzeuge und ihres Besitzes beraubt und umgebracht hat.
Die Entführer begeben sich zusammen mit Warrens nichtsahnender Frau in das Farmhaus und werden dort von Jeffrey mit einer Pistole bedroht, die dieser zuvor in einem der Lastwagen gefunden hat. Als Warrens kleiner Sohn mit einem Gewehr auftaucht und Jeffrey es beiseite schlägt, kann Billy flüchten. Während Jeffrey die Verbrecher in Schach hält, lässt er Warrens Frau Amy befreien und schließt die Gruppe dann im Verlies ein. Jeffrey und Amy suchen ein Fluchtfahrzeug. Inzwischen befreit Billy seine Komplizen.
In drei Fahrzeugen verfolgen die Entführer das in einem Wagen entkommene Paar. Billy und Al verunglücken, Warren aber rammt mit seiner Zugmaschine Jeffrey auf einer Brücke, und die beiden Fahrzeuge hängen über dem Abgrund. Im Kampf mit Jeffrey stürzt Warren in die Tiefe, und Jeffrey kann Amy aus dem Wagen befreien, bevor die Zugmaschine herunterstürzt und Warren unter sich begräbt. 
In der amerikanischen Fassung bemerkt Amy, dass Warren sich noch bewegt, und stellt das Automatikgetriebe des Fluchtwagens in den Leerlauf, so dass sich der Truck löst und auf den schwer verletzten Warren stürzt. In der deutschen Kinofassung (und allen folgenden Heimkinoversionen und den Fernsehausstrahlungen vor 2014) wurde das Entkuppeln herausgeschnitten: Die Selbstjustiz wurde zu einem Unfall.

## Kritiken
Der Film erhielt überwiegend positive Kritiken. Rotten Tomatoes zählte 41 positive und 10 negative Rezensionen. Metacritic zählte 13 positive, 5 gemischte und 1 negative Veröffentlichungen. Auf der Seite der Internet Movie Database wurde bei 46.510 Nutzern die gewichtete Durchschnittsnote 6,9 von 10 ermittelt.

„[…] Breakdown ist eine 96-minütige Achterbahnfahrt, die sich dreht und wendet, bevor sie zu einem wunderbar überdrehten Finale ansetzt.“

„[Kurt Russells] fehlende Energie plagt den Film genauso wie die Einfallslosigkeit seines Regisseurs.“

„Breakdown ist straff, geschickt und operativ wirkungsvoll […].“

„Ein inszenatorisch und fotografisch hervorragender, kraftvoller Thriller; zugleich eine Studie über Zeit, Raum und Einsamkeit.“

„[…] schlichter, aber nervenzerfetzender Thriller“